# Rob Lockhart
Rob McGregor Macdonald Lockhart, KCB, CIE, MC (* 23. Juni 1893 in Beith, North Ayrshire, Schottland; † 11. September 1981) war ein britischer Generalleutnant der British Army, der unter anderem 1947 kommissarischer Gouverneur der dortigen Nordwestprovinzen sowie nach der Unabhängigkeit Indiens am 15. August 1947 erster Oberbefehlshaber der Streitkräfte Indiens war.

## Leben

### Militärische Laufbahn, Erster und Zweiter Weltkrieg
Rob McGregor Macdonald Lockhart, Sohn von Bruce Lockhart und dessen Ehefrau Florence Stuart Macgregor, war ein jüngerer Bruder des Diplomaten R. H. Bruce Lockhart sowie des Cricketspielers John Bruce Lockhart. Er selbst absolvierte nach dem Schulbesuch eine Offiziersausbildung am Royal Military College Sandhurst und wurde nach deren Abschluss am 22. Januar 1913 als Leutnant (Second Lieutenant) in die Britisch-Indische Armee übernommen. Für seine Verdienste im Ersten Weltkrieg wurde ihm 1918 das Military Cross (MC) verliehen. Nach Kriegsende fand er verschiedene Verwendungen als Offizier sowie nach dem Besuch des Staff College Camberley von 1926 bis 1927 als Offizier und Stabsoffizier. Er war von 1934 bis 1935 Militärattaché an der Botschaft in Afghanistan und nach weiteren Verwendungen 1939 stellvertretender Direktor der Stabsdienste der Truppen in Britisch-Indien.
Nach Beginn des Zweiten Weltkrieges fungierte Rob Lockhart als Brigadegeneral (Brigadier) zwischen dem 20. Dezember 1939 und September 1941 als Direktor der Stabsdienste der Truppen in Britisch-Indien (Director of Staff Duties, Army Headquarters India). Während dieser Zeit wurde ihm am 28. April 1941 der Dienstgrad eines kommissarischen Generalmajors (Acting Major-General) verliehen. Anschließend bekleidete er von Dezember 1941 bis Juli 1945 den Posten als Militärischer Sekretär des Ministeriums für Indien (Military Secretary, India Office) und damit zuständig für die Anwerbung von Soldaten für die Britisch-Indische Armee. Aufgrund seiner Verdienste in dieser Funktion wurde er 1942 Companion des Order of the Indian Empire (CIE) sowie zudem 1944 auch Companion des Order of the Bath (CB). Darüber hinaus war er zwischen dem 8. Mai 1944 und April 1945 auch Stellvertretender Chef des Generalstabes der Britisch-Indischen Armee (Deputy Chief General Staff, Army Headquarters India).

### Gouverneur der Nordwestprovinzen und Oberbefehlshaber in Indien
Nachdem Lockhart am 15. April 1945 der kommissarische Dienstgrad eines Generalleutnants (Acting Lieutenant-General) verliehen wurde, war er als Nachfolger von Generalleutnant Noel Beresford-Peirse von April 1945 bis Juni 1947 Oberkommandierender des Südkommandos der Britisch-Indischen Armee (General Officer Commanding-in-Chief Southern Command). Am 13. Juni 1946 wurde er zum Knight Commander des Order of the Bath (KCB) geschlagen und führte seither den Namenszusatz „Sir“. Als Nachfolger von Olaf Caroe fungierte er vom 26. Juni bis zu seiner Ablösung durch George Cunningham am 13. August 1947 als kommissarischer Gouverneur der Nordwestprovinzen.
Nach der Unabhängigkeit Indiens am 15. August 1947 wurde Generalleutnant Sir Rob Lockhart erster Oberbefehlshaber der Streitkräfte Indiens und bekleidete diese Funktion bis zum 31. Dezember 1947, woraufhin General Roy Bucher am 1. Januar 1948 seine dortige Nachfolge antrat. Er selbst schied daraufhin aus dem aktiven Militärdienst aus und trat in den Ruhestand. 1951 wurde er in den aktiven Militärdienst zurückberufen und war zunächst Direktor der Operationen sowie anschließend zwischen 1952 und 1953 stellvertretender Direktor der Operationen während des sogenannten „Malayan Emergency“ (Darurat Malaya), einem vom 16. Juni 1948 bis zum 12. Juli 1960 dauernden Guerillakrieg zwischen dem Commonwealth of Nations und der Armee zur Befreiung der malayischen Rassen MRLA (Malayan Races Liberation Army) in der Föderation Malaya. 1953 trat er endgültig in den Ruhestand.